# Bad Omens
Bad Omens es una banda estadounidense de nu metal formada en 2015 en Richmond, Virginia, fundada por el vocalista Noah Sebastian, el guitarrista Nicholas Ruffilo y el bajista Vincent Riquier. La banda luego agregó al guitarrista Joakim "Jolly" Karlsson y al baterista Nick Folio, lanzando su álbum debut homónimo aclamado por la crítica en 2016 junto a Sumerian Records.

## Historia

### Primeros años
La idea de formar Bad Omens surgió en 2013, cuando Noah Sebastian comenzó a escribir letras en secreto y al mismo tiempo tocaba guitarra para Immortalize. En 2014, Noah Sebastian se apartó de su antigua banda, con Bad Omens a la vista. Al año siguiente, en 2015, se contactó con un viejo amigo, Nicholas Ruffilo, para comenzar la banda. Luego agregó a otro compañero, Vincent Riquier, quien le presentó a un amigo de Suecia., Jolly Karlsson. Karlsson había conocido a Riquier a través de sus compañeros de un antiguo proyecto de Riquier. Con esos cuatro miembros, el grupo se mudó de sus hogares en Suecia y Richmond. Karlsson tuvo la idea de hacer el cambio cuando un amigo suyo comenzó un pequeño sello discográfico que inicialmente producía las canciones de la banda. Nick Folio se unió después de enviar una versión en línea de una demostración que la banda sacó mientras buscaba un baterista. Así se convirtieron en Bad Omens. La banda sacó un demo sin título que contiene versiones aproximadas de sus canciones del álbum debut, que llamaron la atención de Sumerian Records. El EP fue lo suficientemente bueno para que Sumerian recomendara tomar la mayoría de las pistas y ponerlas en un largometraje.

### Bad Omens(2015-2018)
Después de meses de ensayo en el sótano de Folio, la banda se dirigió a Belleville, Nueva Jersey, para grabar su álbum debut con el productor Will Putney (Upon a Burning Body, The Amity Affliction, Body Count) en Graphic Nature Audio. Ese mismo año, en diciembre, la banda consiguió un contrato de grabación y lanzó un video musical único y complementario para "Glass Houses" a través del canal de Sumerian en YouTube. El sencillo recibió algo de atención. Un mes después, la banda lanzó "Exit Wounds". Bad Omens inició su primera gira importante en el invierno de 2016. Participaron en la gira de 10 años de Sumerian Records junto a Born of Osiris, Veil of Maya, After the Burial y ERRA. En abril de 2016, "The Worst in Me" fue lanzado, lanzando a Bad Omens a la luz pública con casi un millón de vistas en un mes. Esto le otorgó a Bad Omens un lugar de apertura en el Ten Years in the Black Tour, en el décimo aniversario de Sumerian Records encabezada por Asking Alexandria, con actos de apoyo como Veil of Maya (en ciertos shows), After the Burial, Upon a Burning Body, I See Stars y Born of Osiris.  Esta gira no solo aumentó su moral como banda, sino que también arrojó luz sobre su álbum debut que se había lanzado el 19 de agosto de 2016. El álbum recibió críticas positivas, con una calificación de Metal Injection de 8.5/10. Muchos críticos lo compararon con Bring Me the Horizon y con su álbum Sempiternal, que ha sido posiblemente uno de los mejores lanzamientos de metal en el siglo XXI. La creciente fama de Bad Omens les dio un lugar en el Warped Tour en 2017, que les dio aviso de los fanáticos del pop punk y del metal. El mismo año, Noah Sebastian trabajó con la banda de deathcore Winds of Plague en su quinto álbum de estudio Blood of My Enemy. La banda se embarcó en lo que parece ser su gira más grande hasta el momento, apoyando a Parkway Drive en su gira Reverence. junto con Stick to Your Guns en la primavera de 2018. Después de la gira, la banda se tomó un tiempo para terminar de escribir su segundo álbum.

### Finding God Before God Finds Me(2018-2021)
El 9 de julio de 2018, Bad Omens anunció la salida de Vincent Riquier de la banda, debido a una grave lesión en la espalda, que le impidió hacer una gira con la banda. Esto fue anunciado en sus páginas de redes sociales, así como una declaración hecha por Riquier:
"Hace un par de meses, informé a mis compañeros de banda que ya no podría hacer una gira con ellos. Después de mi lesión en la espalda en Europa el año pasado, mi tiempo de recuperación me obligó a reevaluar muchos aspectos de mi vida; lo más importante, Las limitaciones de lo que podía soportar tanto mental como físicamente. Mi conversación con la banda no fue más que amor y comprensión, porque al final del día, somos y seguimos siendo una familia.
En cuanto a mi futura participación con la banda, espero estar siempre allí de la manera que pueda, prestando mi apoyo infinito a los hermanos que he llegado a experimentar y crecer mucho desde nuestros primeros días juntos escribiendo canciones en un sótano. . Me gustaría agradecer a mis compañeros de banda por compartir el camino conmigo, literal y figurativamente. Nuestro equipo, todas las tremendas y sorprendentes bandas que nos llevaron a la carretera y nos ayudaron a forjar un comienzo tan sólido para nuestra carrera. Lo más importante es que me gustaría agradecer a todos y cada uno de ustedes que asistieron a esos espectáculos y los hicieron lo que eran para mí, para todos nosotros. Hiciste que todo valiera la pena al final".
El 22 de agosto de 2018, la banda lanzó un nuevo sencillo titulado "Careful What You Wish For". El 23 de noviembre de 2018, la banda lanzó un nuevo sencillo titulado "The Hell I Overcame".
El 18 de junio de 2019, la banda lanzó un nuevo sencillo titulado "Burning Out", y anunció un nuevo álbum titulado Finding God Before God Finds Me que se estrenó el 2 de agosto de 2019.
En febrero y marzo de 2020, la banda se embarcó en su primera gira completa como cabeza de cartel por Estados Unidos con el apoyo de Oh, Sleeper, Thousand Below y Bloodline. El 13 de marzo, el resto de la gira se pospuso indefinidamente debido a la Pandemia de COVID-19.

### The Death of Peace of Mind(2022-2025)
El 10 de noviembre de 2021, Bad Omens lanzó un nuevo sencillo, "The Death of Peace of Mind", y tres días después, anunciaron que su tercer álbum de estudio del mismo nombre se lanzaría el 25 de febrero de 2022 a través de Sumerian Records. El 19 de enero de 2022, la banda lanzó el sencillo principal, "Like a Villain" y un vídeo musical de la canción el 2 de febrero.
Un video musical de la canción "Just Pretend" fue lanzado el 8 de junio de 2022.  Durante ese mismo año, después de ocupar el lugar de Every Time I Die en la Voyeurist Tour con el cabeza de cartel de Underoath. Bad Omens estuvo de gira con A Day to Remember, The Ghost Inside y Beartooth. Más tarde, la banda anunció el 23 de agosto que encabezarían una gira por Norteamérica con Dayseeker, Make Them Suffer y Thousand Below. La banda realizó una gira por Europa a principios de 2023 y fue seguida por una breve gira con el apoyo de Erra e Invent Animate. Después de una pausa durante el verano, se llevó a cabo una gira de otoño de 2023 por América del Norte, con el apoyo una vez más de Erra y I See Stars.
En junio de 2023, se confirmó que Bad Omens apoyará a Bring Me the Horizon en su gira en enero de 2024. El 24 de enero de 2024, la banda lanzó "V.A.N." en colaboración con Poppy.

### Próximo material (2025-presente)
El 14 de septiembre de 2024, se publicaron fotos de ellos grabando en el estudio en todas las redes sociales de la banda. Desde entonces, se han publicado muchas más. El 4 de julio de 2025, en el Summerfest, Noah dijo: «Estoy un poco cansado, muy cansado de trabajar en estos álbumes».
El 8 de agosto de 2025, la banda lanzó su primer sencillo no colaborativo en tres años, titulado «Spectre».

## Estilo musical e influencias
El contenido lírico del debut de la banda gira principalmente en torno a la desesperación, los problemas de salud mental y la adicción. Noah Sebastian dijo esto en una entrevista con Sumerian sobre "The Worst in Me", en particular: 
"Se trata de una relación muy intensa y poco saludable en la que estaba , pero la escribimos en un formato que es universal para todos los malos hábitos. Más específicamente, es algo que no puedes dejar de lado aunque no sea bueno para ti, ya sea una relación, un problema de drogas o una situación terrible. Eres adicto"
 La banda y los fanáticos han declarado en numerosas ocasiones que han sido comparados con el estilo de metal del 2010 de Bring Me the Horizon. Esto se debe al estilo áspero y ruidoso de Noah Sebastian, de tono medio a alto, que se asemejan a la voz del líder de Bring Me the Horizon, Oliver Sykes, en su lanzamiento de Sempiternal en 2013. La banda ha tratado estos comentarios como "halagador, pero frustrante".
Sebastian, en la misma entrevista con Alternative Press (con respecto a Bring Me the Horizon), dijo que si bien pudo haber sido influenciado por la banda, la intención era sonar única, y dejó en claro que las bandas son dos entidades diferentes por una razón.
Sebastian continuó diciendo que sus influencias incluyen bandas pioneras de nu metal como Linkin Park, Deftones, Slipknot, Disturbed y Thirty Seconds to Mars. También afirmó que ha sido influenciado por actos basados en el indie como Depeche Mode, The Weeknd y The Neighbourhood.

## Controversia
Inicialmente, se suponía que Bad Omens se abría a The Amity Affliction y Senses Fail en su "Misery Will Find You Tour". Sin embargo, la banda abandonó la alineación dos meses antes de que se suponía que debía comenzar porque, aparentemente, para ellos su propio logotipo era demasiado pequeño en el folleto promocional. Bad Omens ha publicado una declaración de que ambas bandas eran básicamente "intimidación" del grupo y no querían crear ningún drama entre ellos y las bandas. La banda hizo una solicitud a los promotores y se avergonzó por esta situación. A partir de los problemas que ocurrieron, la banda lanzó una camisa basada en la situación que parodia lo que sucedió. Silent Planet fue la banda de apoyo que reemplazó a Bad Omens en esa gira.

## Miembros
Miembros actuales
- Noah Sebastian - voz (2015-presente), batería (2015)
- Joakim "Jolly" Karlsson - guitarra líder, voz (2015-presente), guitarra rítmica (2018-presente)
- Nicholas Ruffilo - bajo (2018-presente), coros (2015-presente), guitarra rítmica (2015-2018), guitarra líder (2015)
- Nick Folio - batería (2015-presente)

Miembros antiguos
- Vincent Riquier - bajo, coros (2015-2018)

Linea del Tiempo

## Discografía
Álbumes de estudio
- 2016: Bad Omens
- 2019: Finding God Before God Finds Me
- 2022: The Death of Peace of Mind